# اعتلال عضلة القلب المقيد
اعتلال عضلة القلب المقيد أو اعتلال عضلة القلب الحاصر، وكان يُعرف ذات مرة باسم "اعتلال عضلة القلب التضيقي(بالإنجليزية: Restrictive cardiomyopathy)‏") هو أحد أشكال اعتلال عضلة القلب يتم فيه تصلب الجدران, ويكون القلب غير قادر على التمدد والتزود بالدم بشكل صحيح.
وهو النوع الأقل شيوعًا من بين الأنواع الفرعية الأصلية الثلاثة التي حددها جودوين (Goodwin) والتي تتضمن الضخامي والمتوسع وكذلك المقيد.
ويجب ألا يتم الخلط بينه وبين التهاب التأمور المضيق، وهو مرض مشابه ولكنه مختلف اختلافًا كبيرًا في العلاج والتشخيص.

## العرض التقديمي
قد تكون نظمية وقلوصية القلب طبيعية، غير أن الجدران المتصلبة لحجرات القلب (الأذين والبطين) تمنعهما من التزود بالدم وتقليل طليعة التحميل وحجم نهاية الانبساط.
وبالتالي، يقل تدفق الدم ويتم تقهقر حجم الدم الذي يدخل القلب في الحالات الطبيعية في الدورة الدموية. وفي وقت ما، يتعرض مرضى اعتلال عضلة القلب المقيد للإصابة باختلال وظيفة القلب الانبساطية وفي نهاية المطاف يُصابون بقصور القلب.
وفي كثير من الأحيان تظهر على القلوب المصابة باعتلال عضلة القلب المقيد التي لا تتم معالجتها الخصائص التالية:
التضخم الأذيني،
زيادة سماكة جدران البطين الأيسر (مع حجم عادي للحجرة)،
زيادة سماكة الجدار الحر للبطين الأيمن (مع حجم عادي للحجرة)،
زيادة ضغط الأذين الأيمن (>12mmHg)،
ارتفاع ضغط الدم الرئوي بشكل خفيف
وظيفة انقباضية عادية،
ضعف الوظيفة الانبساطية، عادة ما تكون على الدرجة 3-4 قصور القلب الانبساطي.

## الأسباب
من الممكن تقسيم الأسباب إلى أسباب رئيسية وأخرى ثانوية.

### الأسباب الرئيسية
- التهاب الشغاف بحسب لوفلر
- تنكس النسيج المارن الليفي الشغافي

### الأسباب الثانوية
- اعتلال عضلة القلب الارتشاحي
  - الداء النشواني القلبي
  - الاصطباغ الدموى
  - ساركويد
- الخلالي
  - تليف تالٍ للإشعاع

من بين الأسباب الأخرى تصلب الجلد ومتلازمة شيرغ-شتراوس والداء السيستيني ولمفومة وداء غوشيه وداء ترسب الأصبغة الدموية وداء فابري والورم الأصفر الكاذب المرن ومتلازمة فرط اليوزيني والسرطاوي ومتلازمة نونان والتهاب المفاصل التفاعلي ومتلازمة فيرنر.

## العلاج
علاج اعتلال عضلة القلب المقيد محدود.
مدرات البول يمكن أن تساعد على تخفيف الأعراض.[بحاجة لمصدر]
ويمكن أن تساعد محصرات قنوات الكاليسوم على تحسين الأداء الانبساطي لدى أفراد معينين.
وعادة ما تكون هناك حاجة في نهاية المطاف لعلاج قصور القلب الناجم عن اعتلال عضلة القلب المقيد بواسطة زراعة القلب.

## وصلات خارجية
- Overview at Merck Manual